# Ансбек
Ансбек (њем. Ahnsbeck) општина је у њемачкој савезној држави Доња Саксонија. Једно је од 24 општинска средишта округа Целе. Према процјени из 2010. у општини је живјело 1.678 становника. Посједује регионалну шифру (AGS) 3351002.

## Географија
Ансбек се налази у савезној држави Доња Саксонија у округу Целе. Општина се налази на надморској висини од 54 метра. Површина општине износи 20,6 km².

## Становништво
У самом мјесту је, према процјени из 2010. године, живјело 1.678 становника. Просјечна густина становништва износи 81 становника/km².